# The Forest
The Fórest (англ. Forest — ліс) — відеогра з відкритим світом у жанрі survival horror, розроблена компанією «Endnight Games». Альфа-версія гри була випущена у Steam 30 травня 2014 року.

## Сюжет
Протагоніст перебуває на борту авіалайнера разом з дитиною на ім'я Тіммі. Раптово літак починає падати і він втрачає свідомість. Після авіакатастрофи головний герой крізь сон бачить, як місцевий абориген забирає хлопчика. Прокинувшись пізніше він помічає, що літак розламався навпіл і впав у лісі, а всі пасажири загинули або були вбиті. Першочерговим завданням є вижити та знайти Тіммі.

## Ігровий процес

### Вороги
- Звичайні тубільці — вороги, які ходять і вдень, і вночі, поодинці або групами по 3 й більше особини, на чолі яких може бути лідер. Зустрічаються жінки та чоловіки. Вони високо стрибають і швидко бігають, можуть лазити по деревах та взаємодіяти з іншими аборигенами. Є три види тубільців: лісові, голодні та печерні.
- Мутанти — небезпечніші істоти, які зустрічаються в печерах. Їхні тіла складаються з фрагментів тіл звичайних аборигенів. Всього є три види мутантів, яких розробники називають восьминіг, корова та павук. Восьминіг має чотири ноги та багато рук, голова відсутня, а павук виглядяє як три істоти жіночої статі, з'єднані спинами одна до одної, з короткими руками та без обличчя. Мутант-корова високий, товстий і має дуже маленькі руки. Зустрічаються також мутанти схожі на немовлят, які можуть повзати та атакувати героя, не завдаючи йому при цьому значної шкоди.

### Флора
Рослинність на островах багата та різноманітна, характерна для помірного кліматичного поясу. Більшу частину суші займають хвойні та широколисті дерева. Поширені кущі, папороті, лікарські рослини: алое, цикорій, чорнобривці і ехінацея. Зустрічаються їстівні та отруйні ягоди, а також гриби.

### Фауна
На островах живуть різноманітні тварини, по-різному налаштовані до головного героя. Більшість з них мирні, та не можуть завдати йому шкоди, серед них: олені, варани, зайці, єноти, білки, черепахи, птахи та риби. Агресивними є акули, крокодили та кабани. М'ясо тварин можна вживати в їжу, а деякі інші частини використовуються у крафті.

### Предмети
Предмети — це об'єкти, які можуть бути знайдені гравцем і покладені в інвентар. Гравець може всіляко їх використовувати: використовувати як зброю, використовувати як матеріал в будівництві, використовувати для підтримки здоров'я і т. д.
- Базові предмети — палиця, камінь, дрова, листя.
- Загострена палиця,
- Різноманітні сокири,
- Лук і стріли,
- Коктейль Молотова,
- Вибухівка,
- Динаміт,
- Катана,
- Ракетниця,
- Ліхтар,
- Монети.

## Розробка
Розробники поставили перед собою завдання зробити незвичайну гру, не схожу на інші ігри в жанрі survival horror, такі, як Resident Evil і Silent Hill, і замість цього надихалися такими фільмами, як «Пекло канібалів» і «Спуск», а також комп'ютерними іграми Don't Starve і Minecraft.
З часу виходу гри в ранній доступ у Steam минуло два роки, але The Forest не отримує широкої популярності через велику кількість баґів та повільний процес розробки.
У квітні 2015 року, розробники перенесли гру на новий рушій Unity 5.